# デイヴ平尾&ゴールデン・カップス
デイヴ平尾&ゴールデン・カップス（-ひらお と-、1973年 結成 - 1974年 活動停止）は、かつて存在した日本のロックバンドである。ザ・ゴールデン・カップスのリーダーだったデイヴ平尾（平尾時宗）が、カップス解散後に結成した。ママリンゴ、横浜よいどれバンド（よこはま-）、ニュー・ゴールデン・カップスとも名乗った。

## 略歴・概要
1972年（昭和47年）1月、ザ・ゴールデン・カップスが沖縄で解散したあと、1973年（昭和48年）ころに、デイヴ平尾が、京都・河原町にあったサパークラブ「ママリンゴ」（現在閉店）等での営業のために結成した。当初、バンド名が定まっておらず、ママリンゴ、横浜よいどれバンド、ニュー・ゴールデン・カップスとも名乗った。
メンバーも流動的であったが基本的には、元ザ・ゴールデン・カップスの平尾、柳譲治（柳ジョージ）、1969年（昭和44年）末にカップスを脱退してフード・ブレイン～スピード・グルー&シンキを経た加部正義（ルイズルイス加部）、元グレープジュース（小山ルミのバックバンドも務めたGS）でエモーション～羅生門～ゴジラ～初期のハルヲフォン（のちの近田春夫&ハルヲフォン）と近田春夫とともにバンド街道を歩んできた金沢ジュン（金澤純一）の4人で、のちに、ダウン・タウン・ブギウギ・バンドを脱退した蜂谷吉泰が加入した。
旧カップス時代の曲や洋楽のカバーを演奏した。当時のスタジオ音源は残されていないが、ライヴ音源（郡山ワンステップフェスティバルや横浜野外音楽堂での録音）は後年にCDリリースされた。その後、平尾が再びソロ活動を行うため1974年（昭和49年）末～1975年（昭和50年）頭あたりでバンド活動を停止した。のちに平尾がテレビドラマ『悪魔のようなあいつ』（1975年6月6日 - 9月26日）で歌った挿入歌『ママリンゴの唄』は、この当時のことがモチーフとなっている。
なお、初期の頃には、イサム神吉（セッションミュージシャン/サイドマン）、アイ高野（元ザ・カーナビーツ）、大口広司（元ザ・テンプターズ）、四ツ田ヨシヒロ（のちにレイニーウッド）といったドラマーや、陳信輝（元パワーハウス）、佐藤宣彦（のちにPANTA&HAL）といったギタリストが参加していたという証言があるが、写真や音源などの記録は残されていない。

## 関連事項
- ザ・ゴールデン・カップス
- スピード・グルー&シンキ （en:Speed, Glue & Shinki）

## 註
1. ↑  「1971 - 1976年のロック、フォークなどのバンド、グループ」の「ママリンゴ」および「デイヴ平尾&ゴールデン・カップス」の項の記述を参照。
2. ↑  “気ままに生きる(71/203) | 小説サイト ベリーズカフェ”. 小説サイトBerry's Cafe -ベリーズカフェ-. 2024年1月25日閲覧。
3. ↑  “ママリンゴと時さん - 鼓曲萬来”. goo blog. 2024年1月25日閲覧。
4. ↑  “横浜パラダイス(184) 横浜野外音楽堂の軌跡を辿る Vol.6 1960年代後半〜1970年代開催のコンサートに関して”. 横浜パラダイス (2022年5月7日). 2024年1月25日閲覧。
5. ↑  “知誕Wiki「ママリンゴ」の項”.   PukiWiki Developers Team. 2024年1月25日閲覧。
6. ↑  “佐藤宣彦オフィシャルサイト”. satohnobuhiko. 2024年1月25日閲覧。